# NGC 1755
NGC 1755 (còn gọi là ESO 56-SC28)  là một cụm sao mở trong Đám mây Magellan Lớn trong chòm sao Kiếm Ngư, Đó là khoảng 120 năm ánh sáng và do kích thước của nó có thể là một cụm sao cầu.  Nó có đường kính 2,6 và cường độ rõ ràng là 9,9.  Nó được James Dunlop phát hiện vào năm 1826.